# Шурети, Зак
Зак Шу́рети (англ. Zak Surety, читается как ([ˈʃʊərɪtɪ]); род. 1991) — английский профессиональный игрок в снукер.

## Биография и карьера
Родился 4 октября 1991 года.
Пока был любителем, жил в городе Базилдон. Выступил на Players Tour Championship в 2010 году. В 2011—2013 годах обучался в снукерной школе Q School. В апреле 2014 года стал профессиональным игроком Мэйн-тура.
Часто тренируется со Стюартом Бинэмом и Алланом Тэйлором.